# Smolanyj
Smolanyj (ukr. Смоляний; hist. Pechersdorf lub Pöchersdorf) – wieś na Ukrainie, w rejonie stryjskim obwodu lwowskiego. 
Wieś liczy 32 mieszkańców.
Za II Rzeczypospolitej Pechersdorf był samodzielną gminą jednostkową w powiecie dolińskim w woj. stanisławowskiem. 15 czerwca 1934 gminę przyłączono do powiatu stryjskiego w tymże województwie, a już 1 sierpnia 1934 gmina została zniesiona, wchodząc w skład nowej zbiorowej wiejskiej gminy Bratkowce.
24 maja 1939 roku zmieniono nazwę wsi z Pechersdorf na Krzywiec.
Po wojnie wieś weszła w struktury administracyjne Związku Radzieckiego i otrzymała nazwę Smolanyj.